# Scot McFadyen
Scot McFadyen es un director y productor de cine canadiense, especializado en realizar documentales de bandas de hard rock y heavy metal. Es propietario de la productora Banger Films junto al también director Sam Dunn.

## Filmografía
| Año  | Película                       |
| ---- | ------------------------------ |
| 2005 | Metal: A Headbanger's Journey  |
| 2008 | Global Metal                   |
| 2009 | Iron Maiden: Flight 666        |
| 2010 | Rush: Beyond The Lighted Stage |
| 2011 | Metal Evolution                |
| 2014 | Super Duper Alice Cooper       |